# Adama Coulibaly
Adama Coulibaly (Bamako, 10 settembre 1980) è un ex calciatore maliano, di ruolo difensore.

## Biografia
È cugino di Moussa Coulibaly, anch'egli calciatore, e di Boubacar Diarra, filantropo maliano naturalizzato italiano. 

## Palmarès

### Club

#### Competizioni nazionali
- Campionato maliano: 2

Djoliba: 1998, 1999